# Teddy Kristiansen
Teddy Kristiansen (ur. 1964) – duński twórca komiksów. Laureat nagrody Eisnera. Współpracuje z DC Comics Vertigo. Jego styl oparty jest na ekspresjonizmie niemieckim.
Twórca komiksów: House of Secrets, House of Secrets: Facade, Sandman Midnight Theatre, The Dreaming, Superman: Metropolis, Grendel Tales Four Devils, One Hell.